# Vinceae
A Vinceae a meténgfélék (Apocynaceae) családjának Rauvolfioideae alcsaládjába tartozó nemzetségcsoport. Nyolc nemzetséget sorolnak ide.

## Nemzetségek
Amsonia – Catharanthus – Kopsia – Ochrosia – Petchia – Rauvolfia – Rhazya – Vinca
Sennblad & Bremer 2002-es publikációja igazolja a Vinceae monofiletikusságát. A következő négy génusz a nemzetségcsoporton belüli elhelyezkedése jól megalapozott:
| Rauvolfia |                                                       |
|           |                                                       |
|           | \| \| Vinca \| \| \| \| \| \| Catharantus \| \| \| \| |
|           |                                                       |
|           | Vinca                                                 |
|           |                                                       |
|           | Catharantus                                           |
|           |                                                       |

|  | Vinca       |
|  |             |
|  | Catharantus |
|  |             |